# Ларс Бергер
Ларс Бергер — норвезький лижник і біатлоніст, олімпійський призер, чемпіон світу.
Ларс Бергер — біатлоніст, оскільки він бере участь в Кубку світу з біатлону, але стріляє він поганенько, особливо із стійки. Зате швидко бігає на лижах, тому майже всі його старти це намагання відіграти ногами час, втрачений на штрафних колах. Посередині біатлонного сезону він бере відпустку й їде на змагання з лижних перегонів, в яких у нього шансів на медалі й подіуми не менше, ніж у біатлоні. Збірна Норвегії з лижних перегонів завжди рада бачити Бергера у складі своєї естафети. Разом із товаришами-лижниками Ларс двічі вигравав естафету на чемпіонатах світу і отримав срібні медалі Ванкуверської олімпіади. Бергер має і особисту золоту медаль чемпіонату світу з лижних видів спорту 2007 — в гонці на 15 км вільним стилем. 
Бергер також чемпіон світу з біатлону 2009 року в складі біатлонної естафетної команди. Однак, його нестабільність у стрільбі призвела до того, що тренери стали вагатися, чи включати його в естафетну команду. У Ванкувері, норвезькі тренери віддали перевагу не таким швидким, але стабільним Ганевольду й Бо, що дозволило їм впевнено здобути золоті олімпійські медалі. 
Сестра Ларса, Тура Бергер біатлоністка, олімпійська чемпіонка, але він з нею не тренується, бо вона надто повільна.